# Antonio Arjona Espejo
Antonio Arjona Espejo (Benamejí, 4 de septiembre de 1830-Alcantarilla, 1875) Bandolero y administrador de fincas andaluz del S.XIX, conocido como El niño de Benamejí o El padrino de Benamejí.

## Biografía
Aparte de salteador, ocultó y amparó a otros delincuentes de la zona como su sobrino Antonio Cabello Arjona “El Cabellito”, Francisco José Martín Espejo “El Malas Patas”(hijo de su prima Teresa Espejo de la Cruz, “El Getillas”, “El Mohino”, “El Bellotico”, Juan “El Cuco” o “El Cucarrete”, “El Morito”, “El Calderero”, los hermanos “Tirillas”, ”El Sastre Lechuga”, “El Bizco Veguitas”, “El Zorrito” o “El Papa Carmona“.
Tenía gracejo, era simpático y cierto aire de señorito y era administrador de un olivar: "El Cordobés" y de otra finca: "El Alcachofar Bajo", donde urdía sus golpes y acciones criminales. Su residencia la tenía en el 14 de Iglesia Vieja, en su pueblo natal. Junto con varios delitos menores, hurtó un rebaño de carneros en Jerez y realizó un par de secuestros. El ganado robado en Jerez lo escondió en El Alcachofar hasta que lo vendió. 
Es mencionado por Julián Zugasti y Sáenz en Bandolerismo: Estudio Social (1876-1880), quien siendo el gobernador civil de Córdoba, le tendió una trampa haciendo que tuviera que cesar su actividad delictiva para huir a Orán, donde trabajó vendiendo bebidas, aunque gracias a sus contactos, Arjona pudo volver a España en 1873 bajo un nombre falso para ser detenido en septiembre de 1875 por la Guardia Civil en Lucena, cuando Arjona volvía a operar desde la finca "El Alcachofar". 
Gracias a la Ley de fugas, agentes de la Benemérita lo acribillaron a balazos en un intento del reo por escapar, mientras iba a ser llevado a disposición judicial.